# Carcelia duponcheli
Carcelia duponcheli là một loài ruồi trong họ Tachinidae.